# 2005 في كوريا الجنوبية
فيما يلي قوائم الأحداث التي وقعت خلال عام 2005 في كوريا الجنوبية.

## أحداث
- 23 أبريل – تحدي بلا حدود

## أفلام
من الأفلام التي صدرت هذه السنة في كوريا الجنوبية:
- 1 يناير – 3-حديد من إخراج كيم كي دوك.
- 1 يناير – سيدة الانتقام من إخراج بارك تشان ووك.

## برامج ومسلسلات وأنمي
- ثمانية عشر - تسعة وعشرون

## كتب
من الكتب التي صدرت هذه السنة في كوريا الجنوبية:
- 1 يناير – استراتيجية المحيط الأزرق من تأليف دبليو. تشان كيم.

## وفيات

### فبراير
- 22 فبراير – إي أون جو (مواليد 1980) ممثلة كورية جنوبية.[1]

### نوفمبر
- 18 نوفمبر – إي ين هيونغ (مواليد 1979)

### ديسمبر
- 9 ديسمبر – كيو-ميونغ تشونغ (مواليد 1929) فيزيائي كوري جنوبي.